# Bucătăria egipteană

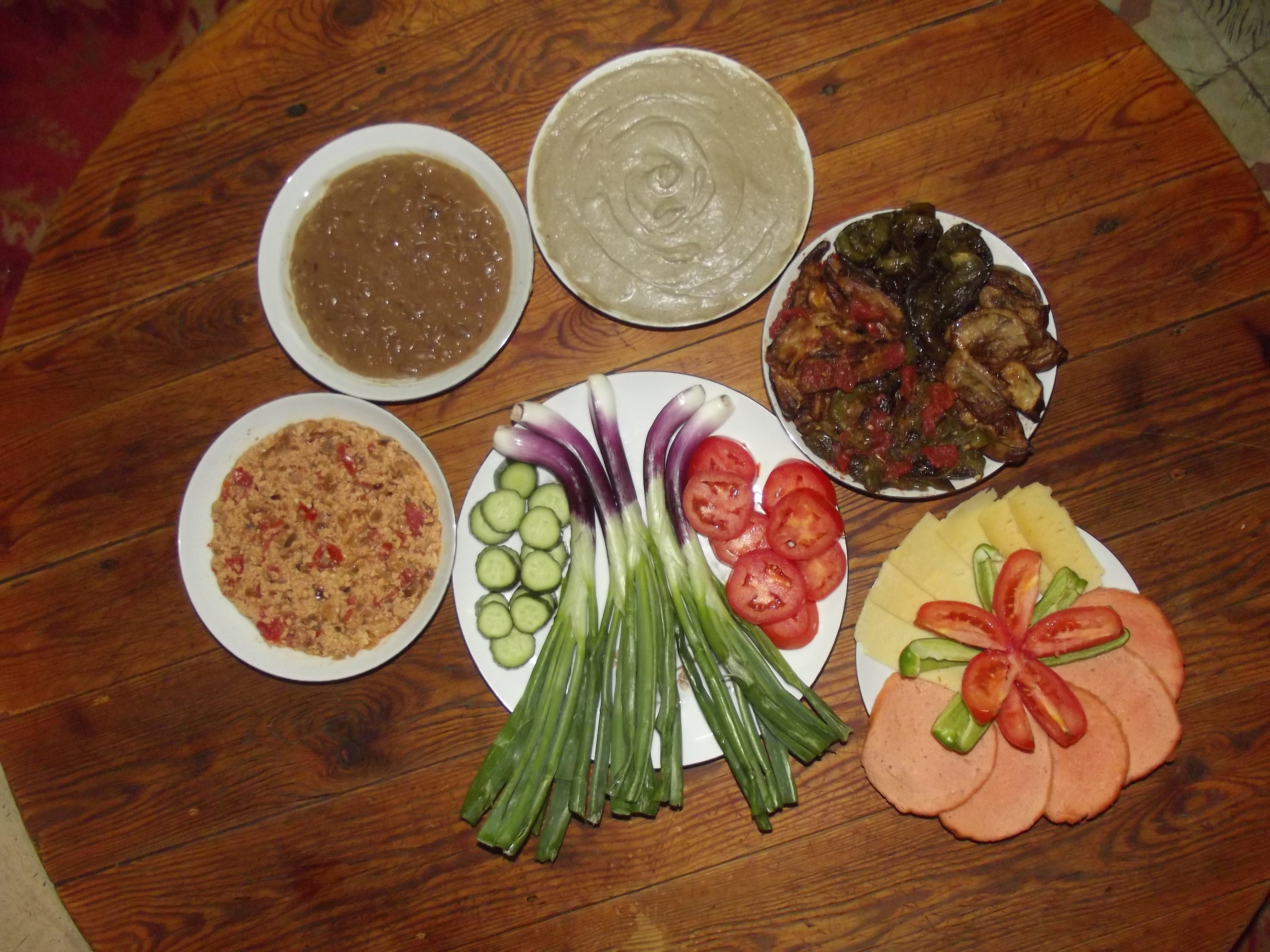
Exemplu de preparate pregătite pentru o masă egipteană.

Picturile murale din mormintele egiptene antice evocă banchete mari, cu mormane de mâncare, iar urmașii faraonilor par a continua această tradiție. Atât acasă, cât și la restaurant, sunt servite mari cantități de mâncare care îmbie simțurile. Egiptenii servesc variate mezze, atât ca gustări, pentru a acompania diferite băuturi, dar și ca aperitive înaintea unui grătar. Printre cele mai populare mezze se află wara’a aynab (frunze de viță umplute), tahina (paste cu susan), baba ghanoug (piure de vinete cu tahina), hummus (piure de năut) și salate. Aish baladi, pâinea plată tradițională, este adesea folosită în locul furculiței.

#### Mâncăruri naționale
Mâncarea egipteană are influențe siriene, libaneze și turcești. Tocana de fuul - fasole fava, acoperită cu ulei și aromatizată cu ardei iute, chimen și suc de lămâie, este un fel de mâncare servit la micul dejun sau ca gustare pe parcursul zilei. Fuul poate fi servită și alături de chiftele (taamaiya), preparate tot din fasole, însă pasată. Vegetarienii adoră kushari, un amestec de macaroane, orez, ceapă prăjită, năut și linte, acoperite cu un sos de roșii condimentat. Mai elaborată este meloukhiya, o legumă similară spanacului, din care se prepară o supă groasă cu usturoi, iepure sau pui. Puiul și carnea de vită sau oaie roșie sunt adesea gătite la grătar, sub popularele forme de kebab (frigărui) și kofta (chifteluțe). Porumbelul (hamam) este o delicatesă, mai ales când este servit umplut cu grâu.

#### Dulciuri
Cele mai renumite produse orientale de cofetărie sunt basbousa (prăjitură din griș, coaptă și acoperită cu miere), baqlawa (un preparat din foitaj umplut cu nuci și miere) și kunafa (paste subțiri cu multă smântână groasă, cremă de brânză sau nuci). Cel mai bun desert egiptean este Umm Ali, un amestec de biscuiți, cocos, cremă, nuci, stafide, toate înmuiate în lapte fierbinte. Roz bi-laban (budincă de orez), mahallabiya (budincă din făină de porumb) și cremè caramel sunt de nelipsit din meniurile restaurantelor.

#### Delicii de cafea
Ceaiul este un bun remediu împotriva setei, chiar și într-o zi toridă, iar cafeaua arabă cu zahăr (qahwa mazbout) este delicioasă. Tot timpul anului vi se pot servi sucuri proaspete, precum și o largă varietate de băuturi răcoritoare. Egiptenii susțin că "odată ce ai băut din Nil te vei întoarce mereu la el", dar ar fi mult mai înțelept să vă rezumați la apa minerală îmbuteliată. Cafenelele tradiționale servesc, de asemenea, infuzii de plante, precum yansoon (anason), helba (schinduf), karkadeh (hibiscus) și qirfa (scorțișoară). Iarna încercați sahlab, un amestec cremos de maranta și scorțișoară, adesea ornat cu nuci și cocos.

#### Băuturi alcoolice
Deși, fiind musulmani, mulți egipteni nu beau alcool, acesta poate fi găsit oriunde datorită turismului prosper. Berea Stella și Saqqara, produsă local, sunt destul de bune. Se poate găsi și bere importată. Calitatea vinurilor egiptene s-a îmbunătățit mult în ultimii ani. Majoritatea vinurilor din import sunt vândute la prețuri exagerate.